# Дикая бригада
«Дикая бригада» — французский фильм 1939 года режиссёра Марселя Л’Эрбье, заканчивал съёмку режиссёр Жан Древиль, декорации Сергея Пименова.

## Сюжет
Российская империя, 1914 год. Граф Борис Мирский, лейтенант «Дикой бригады», влюблен в Марию, жену командира генерала Калитьева, из-за чего и расстается со своей старой любовью, Исой Островской. Однажды бригаду инспектирует Великий князь, он приглашает Марию на вечеринку в дом лейтенанта Мирского. Там, однако, Марию ждёт ревнивая Иса, которая стреляет в неё, потому что думает, что она любовница Мирского. Чтобы не компрометировать честь Великого князя, Мирский говорит, что это он пригласил Марию. Генерал Калитьев вызывает его на дуэль, но она не может быть проведена — начинается Первая мировая война и по приказу верховного командования все дуэли запрещены.
Париж, двадцать лет спустя. В эмиграции живёт бывший генерал Клитьев с дочерью Наташей. В город приезжает кавказский ансамбль, руководит которым бывший лейтенант Мирский. Мирский влюбляется в Наташу, не зная кто она. Калитьев же узнав Мирского может наконец-то продолжить отложенную дуэль. Он ранит Мирского. Только теперь Мирский рассказывает правду. Генерал не препятствует браку дочери и графа Мирского.

## В ролях
- Вера Корен — Мария Калитьева
- Шарль Ванель — генерал Калитьев
- Юкка Трубецкой — Борис Мирский
- Флоренс Марли — Иса Островская
- Роже Дюшене — Великий князь
- Жан Галанд — Максимов
- Лизетта Лэнвин — Наташа Калитьева
- Эва Франсис — эпизод
- и другие